# Peter Koprivnikar
Peter Koprivnikar (* 2. Juli 1976 in Maribor) ist ein früherer slowenischer Bogenbiathlet und Bogenschütze.
Peter Koprivnikar nahm zweimal als Bogenschütze an Olympischen Sommerspielen teil. Bei den Olympischen Sommerspielen 1996 von Atlanta kam er zu zwei Einsätzen. Im Einzel wurde er 54., in der Mannschaft mit Matevž Krumpeštar und Samo Medved Fünfter. 2000 wurde er in Sydney 53. des Einzels.
Koprivnikar gehörte zu den Pionieren im Bogenbiathlon bei Weltmeisterschaften. Er nahm erstmals bei der Premiere der WM, 1998 in Cogne, teil und gewann dort an der Seite von Matej Krumpestar und Iztok Prelog hinter den Vertretungen aus Italien und Frankreich die Staffel-Bronzemedaille.